# Carta de um general francês escrita a Napoleão
Carta de um general francês escrita a Napoleão foi publicado em Coimbra,  no ano de  1808, na Real Imprensa da Universidade, com um total de 7 páginas.